# Jeskyně v Polsku
Krasové oblasti zabírají poměrně nevýznamnou část Polska, významnější krasy se nacházejí v horských masívech na jihu Polska u hranic s Českem a Slovenskem a to v oblastech:
- Sudety – nejdelší z nich je Medvědí jeskyně v masívu Králického Sněžníka (délka 2 230 m, hloubka 69 m), považována za nejhezčí polskou jeskyni, turisticky zpřístupněná.

- Karpaty – největší a nejhlubší polské jeskyně se nacházejí v Červených vrších v Západních Tatrách. Jeskyně se nacházejí také v Pieninách.

- Krakovsko-čenstochovská jura – nachází se zde velké množství krátkých jeskyní.

- Świętokrzyské hory – nachází se zde nejdelší jeskyně mimo Tatry Chelosiova jáma (délka 3 670 m, výška 61 m).

## Veřejnosti zpřístupněné jeskyně
V Polsku je veřejnosti zpřístupněny tyto jeskyně. Některé jeskyně jsou přístupné volně, v jiných je placená prohlídka s průvodcem.

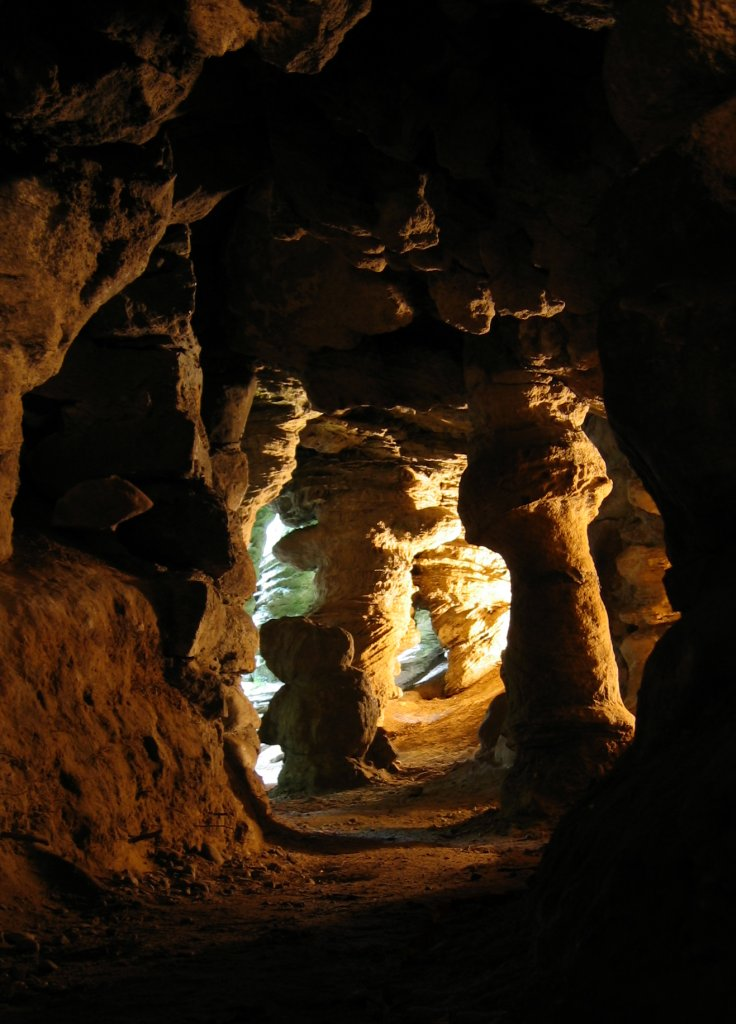
Mechowské jeskyně

1. Mechowské jeskyně (poblíž Gdaňsku)
2. Jeskyně Ráj (Świętokrzyskie Hory)
3. Jeskyně Ciemna (Krakovsko-čenstochovská jura)
4. Jeskyně Łokietka (Krakovsko-čenstochovská jura)
5. Jeskyně Netopýří (Krakovsko-čenstochovská jura)
6. Jeskyně Wierzchowska Górna (Krakovsko-čenstochovská jura)
7. Dračí jáma (Krakow pod hradem Wawel)
8. Medvědí jeskyně (Králický Sněžník)
9. Radochowská jeskyně (Rychlebské hory)
10. Jeskyně Dziurawy Kamień (Krkonoše)
11. Jeskyně Komonieckiego (Malé Beskydy)
12. Jeskyně Malinowska (Slezské Beskydy)
13. Jeskyně Dziura (Tatry)
14. Mrazivá jeskyně (Tatry)
15. Jeskyně Mylna (Tatry)
16. Jeskyně Obłazkowa (Tatry)
17. Jeskyně Raptawicka (Tatry)
18. Dračí jáma (Tatry)

## Nej polských jeskyní
Všechny jeskyně s výjimkou Chelosiovy jámy se nacházejí v Západních Tatrách.

### Nejdelší jeskyně
| Pořadí | Název                         | Délka  |
| ------ | ----------------------------- | ------ |
| 1      | Jeskyně Velká sněžná          | 23 619 |
| 2      | Jeskyně Vysoká                | 11 660 |
| 3      | Jeskyně Sněžná propast        | 11 000 |
| 4      | Jeskyně Miętusia              | 10 500 |
| 5      | Jeskyně Bańdzioch Kominiarski | 9 550  |
| 6      | Jeskyně Černá                 | 6 500  |
| 7      | Jeskyně Ptačí propast         | 6 283  |
| 8      | Jeskyně Zimní                 | 4 600  |
| 9      | Jeskyně Chelosiovy jámy       | 3 670  |
| 10     | Jeskyně Kozí                  | 3 470  |

### Nejhlubší jeskyně
| Pořadí | Název                         | Hloubka |
| ------ | ----------------------------- | ------- |
| 1      | Jeskyně Velká sněžná          | 824     |
| 2      | Jeskyně Sněžná studna         | 795     |
| 3      | Jeskyně Bańdzioch Kominiarski | 562     |
| 4      | Jeskyně Mała w Mułowej        | 538     |
| 5      | Jeskyně Vysoká                | 435     |
| 6      | Jeskyně Kozí                  | 389     |
| 7      | Jeskyně Ptačí propast         | 352     |
| 8      | Jeskyně Miętusia              | 305     |
| 9      | Jeskyně Černá                 | 303     |
| 10     | Jeskyně Studnia w Kazalnicy   | 240     |